# 金腹卷尾猴
金腹卷尾猴（學名Cebus xanthosternos）是一種新世界猴。
金腹卷尾猴的胸部、腹部及上臂呈黃色至金色，但個別或性別之間存在著些微不同。面部呈淺褐色，冠呈深或淺褐色。以往相信牠們是黑帽卷尾猴的亞種，但現已成為獨立的物種。金腹卷尾猴並沒有明顯的毛簇，大部份都是位於頭部背面，故較難見到。上面部有短毛，眼睛周園較深色。四肢及尾巴都較為深色。
以往金腹卷尾猴棲息在聖弗朗西斯科河東面及北面的地區，但由於人類的騷擾，牠們現只分佈在巴西巴伊亞東南部的大西洋森林。牠們現存只有300隻。

## 外部連結
- ARKive